# Grandjean und Ott
Die fiktiven Polizistinnen Isabelle Grandjean, gespielt von Anna Pieri Zuercher, und Tessa Ott, gespielt von Carol Schuler, sind die Hauptfiguren der in Zürich spielenden Folgen der Fernsehreihe Tatort. Im Oktober 2020 wurde der erste mit diesem Ermittlerteam für das Schweizer Fernsehen SRF produzierte Krimi ausgestrahlt.

## Figuren

### Isabelle Grandjean
Die erfahrene Polizistin Isabelle Grandjean stammt aus der französischsprachigen Westschweiz aus einer Arbeiterfamilie und hat neben ihrer Polizeiausbildung Jus studiert. Sie arbeitete beim Internationalen Strafgerichtshof in Den Haag, bevor sie zur Kantonspolizei Zürich kam. Ihr Dienstgrad ist der eines Feldweibels (Sergent-major) mit besonderen Aufgaben (mbA). Ein zweiter Stern, wie er auf dem Dienstgradabzeichen eines Adjudanten zu sehen ist, fehle ihr noch, sagte sie in der ersten Folge mit Blick auf die demnächst freiwerdende Stelle des Abteilungsleiters. Grandjean hat einen Sohn, der aber bei seinem Vater in Den Haag lebt. Sie ist ehrgeizig und von Anfang an kritisch gegenüber Ott, die sich, so Grandjeans Verdacht, nicht wie sie hochgearbeitet, sondern von Beziehungen ihrer einflussreichen Eltern profitiert hat. Zudem misstraut sie Ott, da die nach einer schlimmen Erfahrung Angst vor Pistolen hat und bei einem Einsatz daher nicht schiessen kann, was Grandjean beinahe das Leben kostete. Sie lernt ihre Kollegin zwar besser kennen, gerät jedoch immer wieder mit ihr aneinander.
Erst in der Folge Seilschaft versteht Grandjean langsam Otts rebellisches Verhalten, da (obgleich nicht explizit erwähnt, aber in der Folge mehrfach angedeutet) diese als Kind wohl sexuell missbraucht worden ist. In der gleichen Folge fängt sie auch an Ott zu duzen bleibt aber trotzdem dennoch überwiegend beim distanzierten "Sie". Seit der Folge Von Affen und Menschen hat sie zu Ott ein freundschaftliches Verhältnis entwickelt, was sich darin äußert das sie ab Rapunzel zum gegenseitigen "Du," wechseln.
Bis zur Folge Rapunzel war es ein Running Gag, dass sie Tessa stets «Ott» genannt hat und nie beim Vornamen.

### Tessa Ott (Profilerin)
Die Fallanalytikerin Tessa Ott ist in Wiesbaden zum Behavioral Investigative Advisor ausgebildet worden. Sie ist neu bei der Kantonspolizei und muss sich die Anerkennung erst erkämpfen.
Ott stammt aus einer einflussreichen Zürcher Familie und hat die Stelle vermutlich wegen der Beziehungen ihrer Eltern zur Staatsanwältin Wegenast bekommen. Sie ist Feldweibel wie Grandjean und betont in der ersten Folge, dass diese nicht ihre Vorgesetzte sei.
Tessa ist rebellisch und hält sich nicht gern an Vorschriften. Von ihrer einflussreichen Familie, die aus einer noblen Gegend am Zürichberg kommt, hat sie sich früh distanziert. Sie nennt die Schweizer Partei, in der ihre Mutter Präsidentin ist, einen «Scheiss Verein» und sagt zu Isabell in Seilschaft: «Ich habe nicht so nette Leute in meiner Verwandtschaft, da wimmelt es nur so von Arschlöchern.»
In Schattenkinder erfährt man, dass sie mal einen Selbstmordversuch unternommen hatte, indem sie sich erschiessen wollte, was ihre Angst vor Waffen erklärt, und in Seilschaft wird mehrfach angedeutet, dass sie als Kind sexuell missbraucht wurde. Seit Von Affen und Menschen hat sie zu Isabell eine deutlich freundschaftliche Beziehung was in Rapunzel nochmal deutlich wird, da sie und Isabell sich seitdem gegenseitig duzen. 
Sie fährt (normalerweise) konsequent Fahrrad. Erst in Rapunzel  sah man sie zum ersten Mal Auto fahren.

### Weitere Figuren
- Staatsanwältin Anita Wegenast (gespielt von Rachel Braunschweig)
- Kriminaltechniker und Datenanalyst Noah Löwenherz (gespielt von Aaron Arens)
- Polizeikommandant Peter Herzog, Abteilungsleiter und Vorgesetzter von Grandjean und Ott, erschiesst sich am Ende der ersten Folge (gespielt von Roland Koch, der bereits im Bodensee-Tatort in einigen Folgen als Mattheo Lüthi mitwirkte)

## Hintergrund
Das Tatort-Team aus Zürich folgt auf Reto Flückiger und Liz Ritschard, die von 2012 bis 2019 in Luzern ermittelten.

## Folgen
| Fall | Titel                      | Erstausstrahlung | Folge | Drehbuch                           | Regie              | Bemerkungen                                                  |
| ---- | -------------------------- | ---------------- | ----- | ---------------------------------- | ------------------ | ------------------------------------------------------------ |
| 01   | Züri brännt                | 18. Okt. 2020    | 1140  | Lorenz Langenegger, Stefan Brunner | Viviane Andereggen | Premiere am 29. September 2020 beim 16. Zurich Film Festival |
| 02   | Schoggiläbe                | 28. Feb. 2021    | 1158  | Stefan Brunner, Lorenz Langenegger | Viviane Andereggen |                                                              |
| 03   | Schattenkinder             | 13. März 2022    | 1193  | Stefanie Veith, Nina Vukovic       | Christine Repond   |                                                              |
| 04   | Risiken mit Nebenwirkungen | 11. Sep. 2022    | 1208  | Stefanie Veith, Nina Vukovic       | Christine Repond   |                                                              |
| 05   | Seilschaft                 | 30. Apr. 2023    | 1235  | Claudia Puetz, Karin Heberlein     | Tobias Ineichen    |                                                              |
| 06   | Blinder Fleck              | 24. Sep. 2023    | 1244  | Claudia Puetz, Karin Heberlein     | Tobias Ineichen    |                                                              |
| 07   | Von Affen und Menschen     | 14. Apr. 2024    | 1268  | Lorenz Langenegger, Stefan Brunner | Michael Schaerer   |                                                              |
| 08   | Fährmann                   | 22. Dez. 2024    | 1285  | Stefan Brunner, Lorenz Langenegger | Michael Schaerer   |                                                              |
| 09   | Rapunzel                   | 15. Juni 2025    | 1306  | Adrian Illien                      | Tobias Ineichen    |                                                              |

## Einschaltquoten
| Fall | Titel                      | Zuschauer | Zuschauer       | Marktanteil | Marktanteil     |
| Fall | Titel                      | Gesamt    | 14 bis 49 Jahre | Gesamt      | 14 bis 49 Jahre |
| ---- | -------------------------- | --------- | --------------- | ----------- | --------------- |
| 01   | Züri brännt                | 7,45 Mio. | 1,63 Mio.       | 21,6 %      | 15,9 %          |
| 02   | Schoggiläbe                | 7,85 Mio. | 1,98 Mio.       | 22,7 %      | 20,1 %          |
| 03   | Schattenkinder             | 6,84 Mio. | 1,51 Mio.       | 22,3 %      | 19,7 %          |
| 04   | Risiken mit Nebenwirkungen | 7,37 Mio. | 1,48 Mio.       | 25,8 %      | 20,9 %          |
| 05   | Seilschaft                 | 5,93 Mio. | 0,84 Mio.       | 24,0 %      | 18,3 %          |
| 06   | Blinder Fleck              | 8,31 Mio. | 1,48 Mio.       | 30,1 %      | 23,8 %          |
| 07   | Von Affen und Menschen     | 7,39 Mio. | 1,12 Mio.       | 27,5 %      | 9,3 %           |
| 08   | Fährmann                   | 6,78 Mio. | 0,92 Mio.       | 24,6 %      | 16,0 %          |
| 09   | Rapunzel                   | 6,95 Mio. | 0,91 Mio.       | 27,8 %      | 17,8 %          |